# Masistylum arcuatum
Masistylum arcuatum là một loài ruồi trong họ Tachinidae.